# Tholodus schmidi
Il tolodo (Tholodus schmidi) è un rettile marino estinto, forse appartenente agli ittiosauri. Visse nel Triassico medio (Anisico – Ladinico, circa 245 – 239 milioni di anni fa) e i suoi resti fossili sono stati ritrovati in Germania, Italia, Siberia e (forse) in Cina. Prende il nome dal paleontologo tedesco Ernst Erhard Schmid.

## Descrizione
Questo animale è noto principalmente per alcuni resti fossili frammentari, comprendenti soprattutto resti della dentatura e delle mascelle. I denti erano piuttosto arrotondati e robusti, molto diversi da quelli presenti nella maggior parte degli ittiosauri triassici. È probabile che Tholodus fosse dotato di un cranio corto e robusto, con un muso di forma triangolare. Le zampe, come in tutti gli ittiosauri, dovevano essere simili a pagaie. Ritrovamenti avvenuti in Italia (Dalla Vecchia, 2004) e comprendenti anche parte di uno scheletro postcranico, indicano che l'omero doveva assomigliare a quello degli individui giovanili di Chaohusaurus, un altro ittiosauro arcaico.

## Classificazione
Tholodus schmidi venne descritto per la prima volta nel 1851 da Hermann von Meyer, sulla base di fossili frammentari provenienti dalla formazione Jena del Muschelkalk inferiore in Germania. Altri fossili provengono dalla zona alpina dell'Italia e dalla Siberia. Un altro fossile quasi completo, proveniente dalla Cina e descritto come Xinminosaurus catactes, potrebbe appartenere in realtà a Tholodus. 

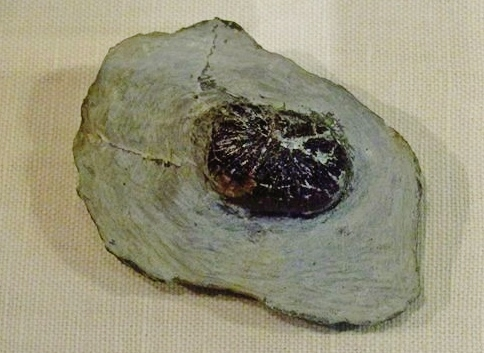
Dente di Tholodus schmidi

Tholodus sembrerebbe essere stato un ittiosauro particolarmente primitivo dalla dentatura specializzata, forse affine ad altri animali enigmatici come Omphalosaurus. La forma dell'omero fa supporre inoltre una possibile parentela con Chaohusaurus e Grippia, altri ittiosauri primitivi del Triassico inferiore.

## Bibliografia

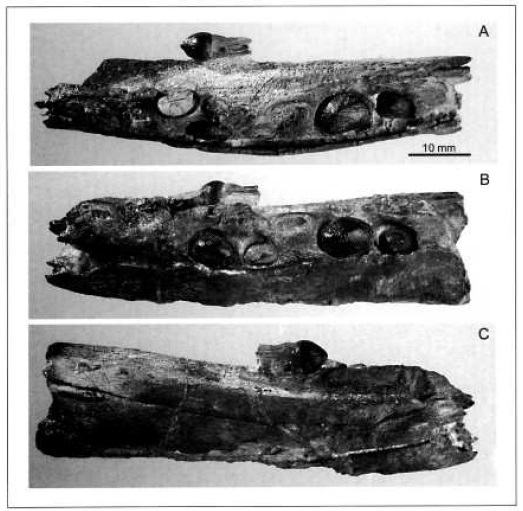
Ramo mandibolare di Tholodus schmidi proveniente dall'Italia